# Forza 17
La Forza 17 è stata un gruppo armato affiliato a Fatah ed in seguito la guardia personale del Presidente dell'Autorità Nazionale Palestinese.

## Storia
Essa fu creata negli anni settanta da Ali Hasan Salama, allorché l'OLP era insediata in Libano e i suoi primi componenti servirono essenzialmente da guardia del corpo di Yasser Arafat, allora Presidente del Comitato Esecutivo dell'Organizzazione per la Liberazione della Palestina. Essa fu ugualmente utilizzata talvolta per eliminare alcuni avversari politici di Fatah.
Dopo gli Accordi di Oslo, Forza 17 fu trasformata in uno dei servizi di sicurezza dell'Autorità Nazionale Palestinese. Il suo compito principale fu da allora quello di proteggere i funzionari dell'ANP nei loro spostamenti e nelle loro apparizioni in pubblico.
I suoi effettivi si componevano all'incirca di 3.300 uomini (2.000 nella Striscia di Gaza e 1.300 in Cisgiordania), i suoi comandanti dalla creazione dell'ANP sono stati Faysal Abu Sharkh e Mahmud Damra.
Durante il conflitto Fatah-Hamas che seguì alla vittoria elettorale di Hamas nel 2006, Forza 17 s'oppose militarmente ai gruppi armati di Hamas nella Striscia di Gaza, su ordine del Presidente Mahmūd Abbās.
Nel 2007 Forza 17 è stata sciolta e la maggior parte dei suoi membri sono stati integrati nella Guardia presidenziale palestinese.